# Iglesia de la Caridad (Comayagua)
La Iglesia de la Caridad  es una iglesia católica en Comayagua, Honduras construida entre 1629 y 1654 durante la época colonial de Nueva España. Es considerada iglesia hermana con las otras iglesias coloniales de la Merced, de San Francisco y de San Sebastián. 

## Historia

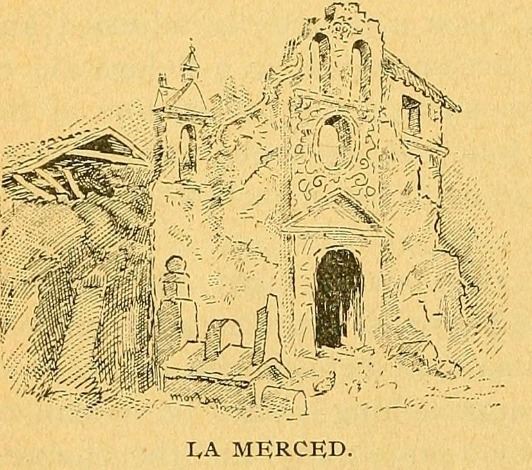
Estado de la iglesia a mediados del.

La iglesia funcionó como parroquia de pardos y mulatos en los siglos XVII y XVIII. Es probable que la iglesia también servía de parroquia para la población indígena ya que tiene restos de capilla abierta o de indios, por la parte de atrás del presbiterio. Se cree que esta es la única iglesia con este diseño en Honduras.
En 1886, según datos históricos, varios militares fueron fusilados en el costado sur de la iglesia por haberse sublevado al gobierno del general Luis Bográn. Dentro de la iglesia están sepultados los restos del canónigo don Luis Ortega Licona fallecido en 1932. El 11 de octubre de 1972 fue declarado un monumento nacional por el Congreso Nacional de Honduras.

## Arquitectura
La iglesia tiene un diseño arquitectónico mayoritariamente Barroco o Barroco americano.

## Uso actual
La iglesia sigue funcionando como parroquia para el Barrio Abajo.